# Бенжамен Лекомт
Бенжамен Лекомт (фр. Benjamin Lecomte, нар. 26 квітня 1991, Париж) — французький футболіст, воротар клубу «Монпельє».  
Виступав, зокрема, за клуби «Лор'ян» та «Монако», а також юнацьку збірну Франції (U-19).

## Клубна кар'єра
Народився 26 квітня 1991 року в місті Париж. Вихованець юнацьких команд футбольних клубів «Аркей Мюнісіпаль», «Антоні Спор» та «Ніор».
У дорослому футболі дебютував 2009 року виступами за команду «Лор'ян», в якій провів вісім сезонів, взявши участь у 119 матчах чемпіонату. 
Під час виступів за «Лор'ян», з 2013 по 2014 на правах оренди грав у складі «Діжона».
Влітку 2017 року, після вильоту «Лор'яна» з Ліги 1, Лекомта за 2,5 млн євро підписав «Монпельє». 
До складу клубу «Монако» приєднався 15 липня 2019 року, підписавши з клубом 5-річний контракт. На трансфер Леконта «червоно-білі» витратили 13.5 млн євро. Станом на 5 жовтня 2020 року відіграв за команду з Монако 33 матчі в національному чемпіонаті.

## Виступи за збірні
2008 року дебютував у складі юнацької збірної Франції (U-18), загалом на юнацькому рівні взяв участь у 10 іграх, пропустивши 11 голів.
2011 року викликався до складу молодіжної збірної Франції, проте за команду так і не зіграв жодного матчу.
2018 року був викликаний на вересневі матчі національної збірної Франції через травму Льоріса. За збірну Бенжамен тоді так і не дебютував.

## Статистика виступів

### Статистика клубних виступів
Станом на 30 серпня 2020
| Сезон                | Команда              | Чемпіонат            | Чемпіонат | Чемпіонат | Національний кубок | Національний кубок | Національний кубок | Континентальні кубки | Континентальні кубки | Континентальні кубки | Інші змагання | Інші змагання | Інші змагання | Усього | Усього |
| Сезон                | Команда              | Ліга                 | Ігор      | Голів     | Ліга               | Ігор               | Голів              | Ліга                 | Ігор                 | Голів                | Ліга          | Ігор          | Голів         | Ігор   | Голів  |
| -------------------- | -------------------- | -------------------- | --------- | --------- | ------------------ | ------------------ | ------------------ | -------------------- | -------------------- | -------------------- | ------------- | ------------- | ------------- | ------ | ------ |
| 2010–11              | «Лор'ян»             | Л1                   | 2         | 0         | КФ+КЛ              | 0+1                | 0 + -1             | -                    | -                    | -                    | -             | -             | -             | 3      | -1     |
| 2011–12              | «Лор'ян»             | Л1                   | 5         | -6        | КФ+КЛ              | 0+3                | 0 + -5             | -                    | -                    | -                    | -             | -             | -             | 8      | -11    |
| 2012–13              | «Лор'ян»             | Л1                   | 5         | -6        | КФ+КЛ              | 5+1                | -6 + -1            | -                    | -                    | -                    | -             | -             | -             | 11     | -13    |
| серп. 2013           | «Лор'ян»             | Л1                   | 1         | 0         | КФ+КЛ              | -                  | -                  | -                    | -                    | -                    | -             | -             | -             | 1      | 0      |
| серп. 2013–14        | «Діжон»              | Л2                   | 31        | -26       | КФ+КЛ              | 0                  | 0                  | -                    | -                    | -                    | -             | -             | -             | 31     | -26    |
| 2014–15              | «Лор'ян»             | Л1                   | 38        | -50       | КФ+КЛ              | 1+0                | -1 + -0            | -                    | -                    | -                    | -             | -             | -             | 39     | -51    |
| 2015–16              | «Лор'ян»             | Л1                   | 37        | -53       | КФ+КЛ              | 5+0                | -4 + -0            | -                    | -                    | -                    | -             | -             | -             | 42     | -57    |
| 2016–17              | «Лор'ян»             | Л1                   | 31+2      | -52 + -2  | КФ+КЛ              | 3+0                | -5 + -0            | -                    | -                    | -                    | -             | -             | -             | 36     | -59    |
| Усього за «Лор'ян»   | Усього за «Лор'ян»   | Усього за «Лор'ян»   | 119+2     | -167 + -2 |                    | 14+5               | -16 + -7           |                      | -                    | -                    |               | -             | -             | 140    | –2     |
| 2017–18              | «Монпельє»           | Л1                   | 38        | -33       | КФ+КЛ              | 2+1                | -3 + -1            | -                    | -                    | -                    | -             | -             | -             | 41     | -37    |
| 2018–19              | «Монпельє»           | Л1                   | 37        | -42       | КФ+КЛ              | 1+0                | -2 + -0            | -                    | -                    | -                    | -             | -             | -             | 38     | -44    |
| Усього за «Монпельє» | Усього за «Монпельє» | Усього за «Монпельє» | 75        | -75       |                    | 3+1                | -5 + -1            |                      | -                    | -                    |               | -             | -             | 79     | -81    |
| 2019–20              | «Монако»             | Л1                   | 28        | -44       | КФ+КЛ              | 3+1                | -3 + -1            | -                    | -                    | -                    | -             | -             | -             | 32     | -48    |
| 2020–21              | «Монако»             | Л1                   | 5         | -7        | КФ                 | 0                  | 0                  | -                    | -                    | -                    | -             | -             | -             | 5      | -7     |
| Усього за «Монако»   | Усього за «Монако»   | Усього за «Монако»   | 33        | -50       |                    | 4                  | -4                 |                      | -                    | -                    |               | -             | -             | 37     | -54    |
| Усього за кар'єру    | Усього за кар'єру    | Усього за кар'єру    | 260       | -320      |                    | 27                 | -33                |                      | -                    | -                    |               | -             | -             | 287    | -354   |